# Citrus junos
Citrus junos – gatunek niewielkiego drzewa lub krzewu z rodziny rutowatych. Pochodzi z Azji Południowo-Wschodniej (Chin), został sprowadzony do Japonii i Korei w okresie dynastii Tang. Obecnie bardziej popularny w tych krajach niż w swojej ojczyźnie, a także w Nowej Zelandii, Australii, Hiszpanii, Włoszech i Francji.

## Morfologia
PokrójWyprostowany krzew lub małe drzewo, które zwykle ma wiele dużych cierni.
LiścieLiście wyróżniają się dużym, podobnym do liścia ogonkiem, przypominającym te z pokrewnej limonki kaffir i papedy, są silnie pachnące, bardzo aromatyczne po roztarciu.
OwocePrzypomina mały kulisty grejpfrut o nierównej skórce i może być żółty lub zielony w zależności od stopnia dojrzałości. Wielkością podobne do mandarynki, zwykle mają średnicę od 5,5 do 7,5 cm, ale mogą być tak duże, jak zwykły grejpfrut (do 10 cm lub więcej). Są bardzo aromatyczne.

## Odmiany i kultywary
W Japonii ozdobną wersję yuzu zwaną hana yuzu (花柚子, 花ゆず) „kwiat yuzu” uprawia się również dla kwiatów, a nie tylko dla owoców. Słodka odmiana znana jako yuko, obecna tylko w Japonii, została poważnie zagrożona w latach 70. i 80; dlatego podjęto poważną próbę spopularyzowania tej odmiany w południowych rejonach kraju. Inna odmiana Citrus junos z Japonii, z guzowatą skórą, nazywa się shishi yuzu (獅子柚子, dosłownie „lew yuzu”).
Dangyuja, koreański owoc cytrusowy z wyspy Jeju, jest często uważany za odmianę Citrus junos ze względu na podobny kształt i smak, ale genetycznie jest to odmiana pomelo.